# Nassarawa
Nassarawa è uno dei 36 stati della Nigeria, situato nel centro della Nigeria con capitale Lafia. L'agricoltura è la fonte primaria di sostentamento per la popolazione, con vari tipi di grano raccolti durante l'anno. Il sottosuolo è ricco di minerali, in special modo sale e bauxite.

## Suddivisioni
Lo stato di Nassarawa è suddiviso in tredici aree a governo locale (local government area):
1. Akwanga
2. Awe
3. Doma
4. Karu
5. Keana
6. Keffi
7. Kokona
8. Lafia
9. Nassarawa
10. Nassarawa Egon
11. Obi
12. Toto
13. Wamba